# Wólka Podhorodeńska
Wólka Podhorodeńska (ukr. Вілька-Підгородненська) – wieś w rejonie kowelskim obwodu wołyńskiego, położona jest około 20 km na wschód od Lubomla. W bezpośrednim sąsiedztwie, na południe znajduje się wieś Zastawie. W 2001 roku wieś liczyła 67 mieszkańców. W 1933 roku wieś liczyła 85 gospodarstw. W II Rzeczypospolitej wieś wchodziła w skład gminy Maciejów, powiat Kowel, województwo wołyńskie.
parafia Maciejów.
Do 2020 w rejonie lubomelskim.